# Первез Мушарраф
Первез Мушарраф (11 серпня 1943 , Делі, Британська Індія, Британська імперія  — 5 лютого 2023 , Дубай ) — президент Ісламської республіки Пакистан з 2001 до 2008 року. Раніше — начальник штабу сухопутних військ Пакистану (1998—2007), голова виконавчої влади (1999—2001), голова Об'єднаного комітету начальників штабів (1999—2001). Генерал армії у відставці, служив в збройних силах Пакистану з 1964 по 2007 рік, ветеран Другої (1965) і Третьої (1971) індо-пакистанських війн. Прийшов до влади внаслідок військового перевороту в 1999 році. Під тиском опозиції добровільно пішов у відставку в серпні 2008 року.
17 грудня 2019 року Спеціальний суд Пакистану заочно засудив Первеза Мушаррафа до смертної кари, визнавши винним у державній зраді. Вирок було анульовано у січні 2020 року Верховним судом Лахору. Мушарраф помер 5 лютого 2023 року у Дубаї після багатьох років боротьби з амілоїдозом.

## Біографія
Мушарраф народився в сім'ї клерка міністерства закордонних справ як другий із трьох синів у сім'ї. У 1947 році разом з сім'єю переїхав в Карачі (Пакистан). Дитинство провів у Туреччині, оскільки його батько служив там дипломатом. У Пакистані вчився в християнських школах, потім здобув військову освіту у Військовій Академії. Згодом брав участь у двох війнах проти Індії.

### Військовий переворот
В ході Каргільського конфлікту стосунки між Мушаррафом і тодішнім прем'єром Шарифом стали дуже напруженими. Дипломатичні кроки прем'єра Мушарраф його товариші по службі та прихильники розцінювали як капітулянтські. До того ж Шариф не дуже прагнув забезпечити політичне прикриття військовим і заявив, що ті діяли за власною ініціативою. Відступ пакистанців виявився кровопролитним і посилив ворожість між генералітетом і прем'єр-міністром.
Незабаром Шариф запідозрив, що Мушарраф планував захопити владу, і вирішив випередити генерала. Коли Мушарраф повертався із закордонної поїздки, прем'єр оголосив про відставку командувача і заборонив його літаку сідати в Пакистані. Реакція військових виявилася швидкою — керівництво збройних сил виступило проти прем'єра. Літак Мушаррафа благополучно приземлився, і 12 жовтня 1999 року генерал очолив безкровний переворот проти уряду Шарифа, а потім сам очолив керівництво країною.
У 2002 році в Пакистані пройшли парламентські вибори, але Мушарраф залишив за собою пости президента, головнокомандувача і право відправляти у відставку уряд і розпускати парламент.

### Замахи
За період з 2003 по 2005 пережив три спроби замаху на його життя. Ще 14 замахам запобігли, за даними пакистанських спецслужб. Найгучнішими стали замахи 14 грудня і 25 грудня 2003.
14 грудня 2003 кортеж президента проїздив по мосту в околицях міста Равалпінді. Під мостом було закладено п'ять вибухових пристроїв, але завдяки спеціальній апаратурі, що приглушує радіосигнали, вони спрацювали вже після того, як кортеж перетнув міст.
25 грудня 2003 президентський кортеж, що їхав в Равалпінді, атакували дві вантажівки, начинені вибухівкою. Автомобіль смертника спочатку задавив на смерть поліцейського констебля, а потім зумів зачепити автомашину кортежу президента, в якій їхав шеф армійської розвідки Пакистану генерал-лейтенант Надім Тадж. Друга автомашина, керована іншим терористом, також вибухла, проте конвой Мушаррафа не постраждав: загинуло 14 випадкових перехожих, ще сорок осіб травмовано. Слідство у цій справі йшло в умовах глибокої секретності — і точне число заарештованих офіційно не оголошене досі. Спочатку президент звинуватив в замаху ісламістську терористичну організацію «Аль-Каїда», але в ході розслідування пакистанська влада встановила, що замахи організували дві незалежні групи, в які входили армійські офіцери нижчої ланки та ісламські екстремісти. Людей, затриманих у рамках розслідування справи про два замахи, судили два різних військових трибунали: організаторів замахів восени 2005 року засуджено до страти через повішення і довічного ув'язнення.

### Політична криза
У 2007 році в Пакистані визріла політична криза через те, що Мушарраф оголосив про відставку верховного судді Іфтіхара Чаудхрі й ще 60 суддів, щоб гарантувати собі переобрання на посаду президента. Після цього по країні прокотилася хвиля масових демонстрацій, які нерідко переростали в зіткнення з поліцією. Відставка Чаудхрі, на думку супротивників Мушаррафа, мала політичний характер. Політична боротьба в країні зробилася жорсткішою, коли в неї вступили голова опозиційної партії Беназір Бхутто і колишній прем'єр Пакистану Наваз Шариф, що повернувся на батьківщину.
У листопаді 2007 року Мушарраф склав президентську присягу на новий п'ятирічний термін і став цивільним президентом Пакистану, пішовши у відставку з посади головкому армії й передавши повноваження командувача генералові Ашфаку Кіані.
На парламентських виборах 2008 року перемогли опозиційні до Мушаррафа партії. Під наростальним тиском 18 серпня 2008 року Первез Мушарраф, якому парламент країни загрожував імпічментом, виступив з телезверненням до нації та заявив про свій намір піти у відставку, відкинувши пред'явлені йому звинувачення. Тільки добровільний відхід гарантував президентові Пакистану імунітет.